# Lucy Quist
Pour les articles homonymes, voir Quist.
Lucy Quist, née Afriyie (née vers 1974) est une cadre commerciale et technologique ghanéo-britannique,.

## Enfance et éducation
Née à Londres dans une famille d'origine ghanéenne, fille de Peter et Mary Afriyie, Lucy Quist fait ses études secondaires à la Wesley Girls' High School de Cape Coast puis ses deux dernières années de A-level à la Presbyterian Boys' Senior High School. Elle poursuit ses études à l'université de Londres-Est, où elle a obtenu un diplôme de premier cycle avec spécialisation en génie électrique et électronique puis elle réalise un MBA à l'Institut européen d'administration des affaires (INSEAD) en France.

## Carrière
Elle commence sa vie professionnelle comme ingénieure électrique et électronique chez Ford et a obtenu sa certification d'ingénieure. Elle a rejoint la Royal Bank of Scotland en tant que gestionnaire du changement avant de travailler au secteur des télécommunications en 2008 chez Millicom International Cellular, dans le développement commercial, les ventes, la distribution et le marketing. Lucy Quist a été nommée responsable de la stratégie et de la planification de la filiale ghanéenne de Vodafone. Elle a été PDG d'Airtel Ghana,,. Dans son rôle de leadership, elle a plaidé pour une plus grande participation des jeunes dans les STIM au Ghana par le biais de l'initiative de responsabilité sociale de son entreprise,. Elle a fondé Quist Blue Diamond. Elle a également cofondé la plate-forme de paiement FreshPay en République démocratique du Congo et l'Executive Women Network. 
En septembre 2018, elle a été nommée vice-présidente du comité de normalisation pour restructurer le football au Ghana par la Fédération internationale de football association. Elle est directrice générale de Morgan Stanley dans son bureau de Londres. Elle a participé au circuit de prise de parole en public lors d'événements tels que le Mobile World Congress, le Hogan Lovells African Forum 2017, le Pan African Women Forum, le TEDxEuston, le Wharton Africa Business Forum, le Sanford C. Bernstein Center for Leadership and Ethics Conference à Columbia Business School et la Convention pour l'investissement dans le développement en Afrique,,.
Quist siège à plusieurs conseils d'administration d'organisations internationales et locales.

## Publications
- The Bold New Normal: Creating The Africa Where Everyone Prospers (2019)  (ISBN 9988294492)

## Prix et distinctions
Quist a reçu les distinctions suivantes,, :  
- 8e parmi les personnalités publiques les plus influentes - Classement des médias sociaux du Ghana (2016)
- Prix du leadership d'entreprise, Ghana Legacy Honors (2017)[17],[18]
- Top 50 des femmes chefs d'entreprise au Ghana (WomanRising)
- 100 femmes et femmes ghanéennes les plus influentes[19],[20].
- PDG de l'année en matière de RSE, Ghana CSR Excellence Awards (2015)[21].
- PDG de télécommunications de l'année, GITTA Awards (2016)[22]
- Excellence en responsabilité d'entreprise, Ghana Women of the Year Honors (2016)[23]
- 58e personne la plus influente du Ghana (2016)[24]
- CIMG (en) Marketing Woman of the Year, Prix CIMG 2015 (2014)[25]
- Reconnaissance spéciale à l'industrie des télécommunications, GTA (2015)
- Power Women de la BBC[26]